# Ciclism la Jocurile Olimpice de vară din 2020
Probele sportive de ciclism la Jocurile Olimpice de vară din 2020 s-au desfășurat în perioada 25 iulie–9 august 2021 în patru locații diferite din Tokyo, Japonia și împrejurul capitalei nipone. Probele de pistă au avut loc pe Izu Velodrome, probele de BMX pe Centrul Olimpic de BMX și probele de mountain biking pe Fuji International Speedway și pe Musashinonomori Park, iar probele de mountain bike au avut loc la Izu Mountain Bike Course.

## Medaliați

### Ciclism pe șosea
| Probă                                  | Aur                                 | Argint                              | Bronz                               |
| Cursa masculină pe șosea detalii       | Richard Carapaz · Ecuador (ECU)     | Wout van Aert · Belgia (BEL)        | Tadej Pogačar · Slovenia (SLO)      |
| Cursa feminină pe șosea detalii        | Anna Kiesenhofer · Austria (AUT)    | Annemiek van Vleuten · Olanda (NED) | Elisa Longo Borghini · Italia (ITA) |
| Contratimp individual masculin detalii | Primož Roglič · Slovenia (SLO)      | Tom Dumoulin · Olanda (NED)         | Rohan Dennis · Australia (AUS)      |
| Contratimp individual feminin detalii  | Annemiek van Vleuten · Olanda (NED) | Marlen Reusser · Elveția (SUI)      | Anna van der Breggen · Olanda (NED) |

### Ciclism pe pistă
| Probă                               | Aur                                                                                     | Argint                                                                                           | Bronz |
| Sprint masculin individual detalii  | Harrie Lavreysen · Olanda (NED)                                                         | Jeffrey Hoogland · Olanda (NED)                                                                  | Jack Carlin · Marea Britanie (GBR)                                                                              |
| Sprint feminin individual detalii   | Kelsey Mitchell · Canada (CAN)                                                          | Olena Starikova · Ucraina (UKR)                                                                  | Lee Wai-sze · Hong Kong (HKG)                                                                                   |
| Sprint masculin pe echipe detalii   | Olanda (NED) · Jeffrey Hoogland · Harrie Lavreysen · Roy van den Berg · Matthijs Büchli | Marea Britanie (GBR) · Jack Carlin · Jason Kenny · Ryan Owens                                    | Franța (FRA) · Florian Grengbo · Rayan Helal · Sébastien Vigier                                                 |
| Sprint feminin pe echipe detalii    | China (CHN) · Bao Shanju · Zhong Tianshi                                                | Germania (GER) · Lea Friedrich · Emma Hinze                                                      | COR Daria Shmeleva Anastasia Voynova                                                                            |
| Keirin masculin detalii             | Jason Kenny · Marea Britanie (GBR)                                                      | Azizulhasni Awang · Malaezia (MAS)                                                               | Harrie Lavreysen · Olanda (NED)                                                                                 |
| Keirin feminin detalii              | Shanne Braspennincx · Olanda (NED)                                                      | Ellesse Andrews · Noua Zeelandă (NZL)                                                            | Lauriane Genest · Canada (CAN)                                                                                  |
| Urmărire masculin pe echipe detalii | Italia (ITA) · Simone Consonni · Filippo Ganna · Francesco Lamon · Jonathan Milan       | Danemarca (DEN) · Niklas Larsen · Lasse Norman Hansen · Rasmus Pedersen · Frederik Rodenberg     | Australia (AUS) · Leigh Howard · Kelland O'Brien · Luke Plapp · Sam Welsford · Alexander Porter                 |
| Urmărire feminin pe echipe detalii  | Germania (GER) · Franziska Brauße · Lisa Brennauer · Lisa Klein · Mieke Kröger          | Marea Britanie (GBR) · Katie Archibald · Laura Kenny · Neah Evans · Josie Knight · Elinor Barker | Statele Unite ale Americii (USA) · Chloé Dygert · Megan Jastrab · Jennifer Valente · Emma White · Lily Williams |
| Madison masculin detalii            | Danemarca · Lasse Norman Hansen · Michael Mørkøv                                        | Marea Britanie · Ethan Hayter · Matthew Walls                                                    | Franța · Donavan Grondin · Benjamin Thomas                                                                      |
| Madison feminin detalii             | Marea Britanie (GBR) · Katie Archibald · Laura Kenny                                    | Danemarca (DEN) · Amalie Dideriksen · Julie Leth                                                 | (COR) Gulnaz Khatuntseva Maria Novolodskaya                                                                     |
| Omnium masculin detalii             | Matthew Walls · Marea Britanie (GBR)                                                    | Campbell Stewart · Noua Zeelandă (NZL)                                                           | Elia Viviani · Italia (ITA)                                                                                     |
| Omnium feminin detalii              | Jennifer Valente · Statele Unite ale Americii (USA)                                     | Yumi Kajihara · Japonia (JPN)                                                                    | Kirsten Wild · Olanda (NED)                                                                                     |

### Ciclism montan
| Probă                          | Aur                                | Argint                            | Bronz                           |
| Cross-country masculin detalii | Tom Pidcock · Marea Britanie (GBR) | Mathias Flückiger · Elveția (SUI) | David Valero · Spania (ESP)     |
| Cross-country feminin detalii  | Jolanda Neff · Elveția (SUI)       | Sina Frei · Elveția (SUI)         | Linda Indergand · Elveția (SUI) |

### BMX
| Probă                                | Aur                                          | Argint                                            | Bronz                                |
| Cursa masculină BMX detalii          | Niek Kimmann · Olanda (NED)                  | Kye Whyte · Marea Britanie (GBR)                  | Carlos Ramírez · Columbia (COL)      |
| Cursa feminină BMX detalii           | Beth Shriever · Marea Britanie (GBR)         | Mariana Pajón · Columbia (COL)                    | Merel Smulders · Olanda (NED)        |
| Cursa masculină de freestyle detalii | Logan Martin · Australia (AUS)               | Daniel Dhers · Venezuela (VEN)                    | Declan Brooks · Marea Britanie (GBR) |
| Cursa feminină de freestyle detalii  | Charlotte Worthington · Marea Britanie (GBR) | Hannah Roberts · Statele Unite ale Americii (USA) | Nikita Ducarroz · Elveția (SUI)      |